# フレイ
フレイ（Frey）は、北欧神話の神。フレイヤの双子の兄。神々の中で最も美しい眉目秀麗な豊穣の神として非常に崇拝された。

## 概要
名前「フレイ」とは「主」を意味し、別名とされるユングヴィが本名である。スウェーデン最初の王家は彼の子孫とされ、ユングリング（Yngling）家を名乗っている。
また、『古エッダ』の『ロキの口論』第43聯では「イングナ・フレイ（イングナル・フレイとも）」と呼びかけられている。
ほかにフロージ（フロディ）という別名を持ち、彼が北欧を支配した豊かで平和な時代が「フロージの平和（フロディの平和）」と呼ばれる。
デンマークにいたとされ、『古エッダ』の『グロッティの歌』などに登場するフロージ王は、その治世が「フロージの平和」といわれており、この王はフレイが伝説の中で人間の王に変化した姿だと考えられている（グロッティの歌#フロージについてを参照）。
フロージ（フロディ）と呼ばれる王はデンマークに他にもおり、その名前は平和と豊穣に恵まれた王への称号と考えられる。
彼の正式な名前は「ユングヴィ・フレイ・イン・フロージ」（「実り豊かなユングヴィの君」の意）、あるいは本名を略して「フレイ・イン・フロディ」（「実り豊かなフレイ」の意）だと考えられている。なお日本語訳により「フロージ」と「フロディ」の表記がみられるが同一の名前である。
フレイはまた妖精の支配者とされ、神々から妖精の国アルフヘイムを贈られたとされている。

## 関係者
妹は愛の女神フレイヤ。父は海神ニョルズ。母は、ニョルズの妹または巨人女性のスカジ。妻は巨人のゲルズ。息子はフィヨルニル。召使いにスキールニル、妖精のビュグヴィルとベイラ。

## 財産
妖精国アルフヘイム
『古エッダ』の『グリームニルの歌』第5聯で、フレイに最初の歯が生えたお祝いに贈られたと書かれている。

グリンブルスティ
金色の毛をした猪。『ギュルヴィたぶらかし』第49章ではフレイはこの猪に引かせた車でバルドルの葬儀に行く。
スキーズブラズニル
伸縮自在の魔法の船。普段は折りたたまれているが、広げると神全員を乗せられるほど大きくなる。
ブローズグホーヴィ
馬。「血にまみれた蹄」の意。ゲルズに求婚する為にスキールニルに与えた馬と同一の馬かははっきりしない。
剣
形状は飾りが彫られた細身の剣。使い手が正しい者（もしくは賢い者）であれば、使い手の元を離れて巨人族と戦う。異文によれば「勝利の剣」と呼ばれ、ドヴェルグの鍛冶師ヴェルンドが作った剣とされる。切り裂けない物はなく、刃の輝きは太陽にも劣らないという。

## 主なエピソード

### 『エッダ』

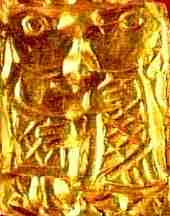
フレイとゲルズをあらわしたレリーフといわれている。

『ギュルヴィたぶらかし』第37章および『スキールニルの歌』は、一目惚れした巨人の女性ゲルズを手に入れるため、召使スキールニルを巨人の国に遣わせ、その褒美として自分のもつ勝利の剣を手放す経緯を語っている。『スキールニル-』では、スキールニルに暗い揺らめく炎も越えられる馬も与えており、そのためスキールニルはゲルズの館を囲む炎を乗り越えることができた。
この時フレイが手放した剣は「愚かな者が持てばなまくらだが、正しい者（もしくは、賢い者）が持てばひとりでに戦う」といわれていた。勝利の剣は俗称で、固有名詞は不明であるが、レーヴァテインという剣と同一視されることがある。（レーヴァテインを参照）
また、勝利の剣を手放したことが原因でラグナロクの際、鹿の角で戦うことになり、ムスペルヘイムから来たスルトに敗れることとなる。
なお『ロキの口論』において、フレイはロキから、「ゲルズを黄金で買った上に剣をやってしまい、ミュルクヴィズ（アースガルズとムスペルの国を隔てる暗い森）を越えてムスペルの子らが来たらどうやって戦うのか」と詰られている。これは『巫女の予言』や『ギュルヴィ-』での説明と異なっている。
スキールニルに褒美に与えた勝利の剣がその後どうなったかは不明であるが、次のような推測がある。
まず、イギリスの著述家ドナルド・A・マッケンジーは、さまざまな伝承を取捨選択し物語仕立てにして北欧神話を紹介するその著書『北欧のロマン ゲルマン神話』（日本語題）において、父ギュミルに勝利の剣を渡せば花嫁になるとゲルズがスキールニルに申し出たことから、彼女との交換のため、フレイがギュミルへ勝利の剣を手渡すという経緯を書いている。
また、アイスランドの研究者シーグルズル・ノルダルは、その著書『巫女の予言 エッダ詩校訂本』（日本語題）において、勝利の剣がスルトの手に渡り、スルトが自身の炎の剣（もしくは単に「炎」）とともにその剣を携えて来る可能性も示唆している。ただしスルトに剣が渡る経緯には触れていない。ノルダルはさらに、失われた伝承として、昔話でよくある「○○だけが△△を殺し得る」というパターンがフレイとその剣にもあったのではないかという推測を述べている。
なお、『ギュルヴィたぶらかし』第37章では、ラグナロクに先だって、鹿の角で巨人ベリを斃したことがあると伝えている。このためフレイは「ベリの（輝く）殺し手」と呼ばれることがある。

### 『ユングリング家のサガ』
『ユングリング家のサガ』第4章によると、フレイはヴァン神族出身で、アース神族との戦争の終了後に人質として父とともにアースガルズに移り住んだという。
アースガルズに来ると、王のオーディンから父とともに犠牲祭の祭司を任ぜられた。彼が3代目のスウェーデン王になると、その治世は豊作が続いて「フロディの平和（フロージの平和）」と呼ばれた。彼の本名「ユングヴィ」がその民族では名誉ある名とされたため、冒頭に述べたとおり、子孫がユングリング家を名乗ることとなった。彼はガムラ・ウプサラに神殿を建て、税金と動産をそこへ集めた。彼の死後、有力者らは塚に遺体を収め、民には王がまだ生きていると教えて、取り立てた税金を塚の中に入れた。そうしていた3年の間も平和と豊作が続いた、と伝えられている。

## 人間との関わり
偶像では巨根を持つ神として形作られ、フレイヤと同じく子孫繁栄の願いを反映していると言われる。
フレイにとって聖獣とされたのが、猪や豚、馬であった。
猪と豚は多産であったためヴァナ神族のフレイやフレイヤに気に入られ、2人は猪に乗って移動することがあった。またフレイヤが豚と呼ばれることもあった。北欧のユールの祭りにはフレイへの生贄として豚が欠かせなかったが、現代のクリスマスにおいても豚の形のお菓子が付き物になっている。
また、リヒャルト・ワーグナーによる楽劇『神々の黄昏』において神々に動物を犠牲に捧げる指示が出される場面では、フロー（フレイに相当）に捧げられるのは猪である。
馬については、『フラヴンケルのサガ』に、フレイを信仰する男が「フレイファクシ」（フレイのたてがみ）と呼ばれる牡馬を大事にするエピソードがある。牡馬の性器のたくましさが豊饒や多産のシンボルとされた例もあり、『ヴェルシの話』には、切断した牡馬の性器を保存した「ヴェルシ」で家族を祝福する様子が書かれている。
彼の別名には他に「イングワズ」があり、短縮して「イング（Ing）」とも言われる。「イングワズ」は、タキトゥスの『ゲルマニア』に書かれたイングヴェオーネス族にまでさかのぼる名とされている。